# بوختل
بوختل (چکی: Buchta، آلمانی: Buchteln) از کلوچه‌های مرکز اروپا است که از خمیر تخمیرشده درست شده و درون آن با مربا و دانه‌های خشخاش پر می‌شود. مربایی که به طور سنتی برای بوختل استفاده می‌شود مربای آلو است.
بر روی بوختل سس وانیل و پودر شکر می‌ریزند و در اجاق طوری درست می‌کنند که کلوچه‌های آن شکلی به‌هم‌پیوسته داشته باشد. بوختل را معمولاً گرم میل می‌کنند.
اصلیت بوختل از منطقه بوهم در جمهوری چک است اما تهیه آن‌ها در آشپزی اتریشی و اسلواکی، اسلوونیایی و مجاری هم جایگاه ویژه‌ای دارد. دسرهای بوختل از دسرهای مخصوص در کافه هاولکا (Café Hawelka) در وین اتریش است و که بوختل را بر طبق دستوری قدیمی و «مخفی» تهیه می‌کند.

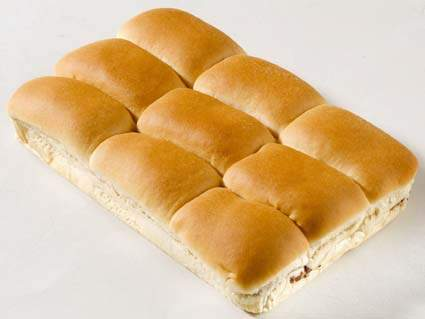
کلوچه‌های بوختل در حالت به‌هم‌چسبیده.